# Thierry Gerbier
Pour les articles homonymes, voir Gerbier.
Thierry Gerbier, né le 21 septembre 1965 à Chambéry, Savoie, et mort le 13 novembre 2013 au Pontet est un biathlète français.

## Biographie
Thierry Gerbier participe à sa première compétition majeure à l'occasion des Jeux olympiques d'hiver de 1988, où il est 44e du sprint. Lors de la saison suivante, il monte sur son premier podium en Coupe du monde en se classant deuxième de l'individuel de Borovets.
Il remporte deux médailles aux Championnats du monde 1990 : l'argent au relais et le bronze à la course par équipes. Il venait de remporter son unique relais en Coupe du monde à Antholz.
Il prolonge sa carrière spirtive jusqu'en 1993, participant notamment aux Jeux olympiques d'Albertville en 1992.
Particulièrement performant sur le tir, il tient cette qualité de la pratique de la chasse.
Il devient plus tard technicien pour l'équipe de France de ski.

## Palmarès

### Jeux olympiques
| Épreuve / Édition   | Individuel | Sprint | Relais |
| ------------------- | ---------- | ------ | ------ |
| JO 1988 Calgary     | 41e        |        |        |
| JO 1992 Albertville | 39e        |        | 6e     |

### Championnats du monde
- Championnats du monde 1990 à Minsk (Union soviétique), Oslo (Norvège) et Kontiolahti (Finlande):
  -  Médaille d'argent au relais 4 × 7,5 km.
  -  Médaille de bronze à la course par équipes.

### Coupe du monde
- 4 podiums individuels : 1 deuxième place et 3 troisièmes places.
- 2 podiums en relais : 1 victoire et 1 deuxième place.